# 中埔公界忠原廟
22°48′07″N 120°37′46″E / 22.801902°N 120.629446°E
中埔公界忠原廟，又稱中埔公廨元帥廟、中埔公廨、加蚋埔公廨，是位於臺灣屏東縣高樹鄉泰山村加蚋埔的馬卡道族廟宇。

## 歷史
此公廨位在高樹鄉泰山村東北方三公里遠，座落於鳳梨田之間，為當地馬卡道族祭拜祖靈之地。
馬卡道族來此地居住的由來，是因為康熙年間，馬卡道族鳳山八社之一的武洛社被客家人驅趕，移到東方生番界附近的加蚋埔。傀儡番見其社小人微，欲滅之，反被擊敗而攝服，後來馬卡道族就此長久定居。
1985年前後，大家樂風靡全臺，泰山村東側沿山公路的公墓也成為賭徒求明牌之所。一位住旗山的賭徒亂竄到附近加蚋埔的此廟，對著祭拜的豬頭殼求了明牌，當期中了數百萬。此「怪廟」求明牌奇準的消息，就散播在南臺灣。有些中獎的彩迷紛紛捐錢感謝庇祐。本來一直維持著簡陋草寮的廟，就在主委林清風等人的計畫下，以這些捐款仿照大內頭社公廨樣式重建，並請頭社的乩童與祭司前來主持落成。
落成時由頭社人來主持祭儀與教唱跳戲，當地人潘美娘發覺頭社人所教唱的跳戲都不像她以前從祖父潘水仔所學，於是在表妹夫婦潘木崑與潘錦秀幫忙下，開始教族人唱原始的跳戲與祈雨祭歌，被認定是正統的祭典歌謠的傳唱者。潘美娘所教的學生中，兩位較能傳承的為陳清文與潘金成。
劉還月與黃文博1987年來訪時，竹製門樓的匾額寫著「中埔公廨元帥廟」，左右對聯借用吳新榮題在北頭洋公廨的對子：「一口檳榔祭阿立祖，千壺醇酒念先住民。」
劉還月在1991年來此處作田野調查時，廟方還是用牛車接送族人來此參加祭典，眾人乘牛車出遊為清代官员六十七在《番社采風圖考》中就記載的平埔族傳統，但到1993年已改用鐵牛車，而且還多了外地賭場贊助的電子花車表演。
2004年，該廟主委汪進忠，將自身畫作製成兒童著色繪本義賣，以籌募平埔文物館興建基金，希望在泰山村公廨附近的大潭磯社籌建平埔文物館。
2011年4月16日，高樹、內埔鄉、萬巒鄉一帶的馬卡道族人，齊聚此公廨，向行政院原民會委託的平埔現況調查學者傳達爭取認定的心聲，希望爭取平埔族正名，還要籌組屏縣馬卡道協會以保存文化。

## 祭祀

### 神明
當地人潘錦秀於1993年對劉還月透露原先此廟稱為「A Mu（阿姆）寮」，供奉七姊妹與其契子，不是叫「阿祖」，後來是頭社公廨乩童來後，才開始稱此神為「阿立祖」，喚此廟為「公廨」，移植了西拉雅族的文化。
1993年的祭典時，一位神壇的女乩童來此稱奉觀世音菩薩指示，要安頓其神像於此地才會安定，卻連此公廨所祭拜的神明都不曉得，當時主委林清溪識破是私壇擴充勢力的伎倆，因而拒絕。劉還月在1995年報導，此農曆十一月十日的祖靈儀式還夾帶漢化，有請村里的泰安宮乩童主持，祭拜玉皇大帝，還用麵龜、紅圓當祭品。
與頭社公廨不同之處，此公廨在於左側供奉十多顆石頭，有說法是代表老祖的乩子，一般認為是漢化被棄置的老祖像，集中在一起供奉。

### 夜祭
加蚋埔祭典有六位重要角色，族人稱「阿姆」的女性乩花（即西拉雅族的尪姨），各有職司，有負責主持儀式，有負責捕獵，有負責外務等等，這些女子即加蚋埔跳戲的傳人。
祖靈祭典之日的農曆十一月十五日，族人頭戴哈網（花環）身穿傳統服裝，在下午先於公廨廣場擺設豬肉、米買（音Mai）、粄、芋頭、地瓜、檳榔、粟粥等祭品。晚上六點之後陸續進行各祭典禮儀，有敬祖先桌、狗靈祭、土牛祭、開曲向、開水向、點獻豬、敬天公、敬阿姆及趒戲等。第二天上午則舉辦走鏢，中午為平安午宴，以及擲杯選出下屆頭家爐主。

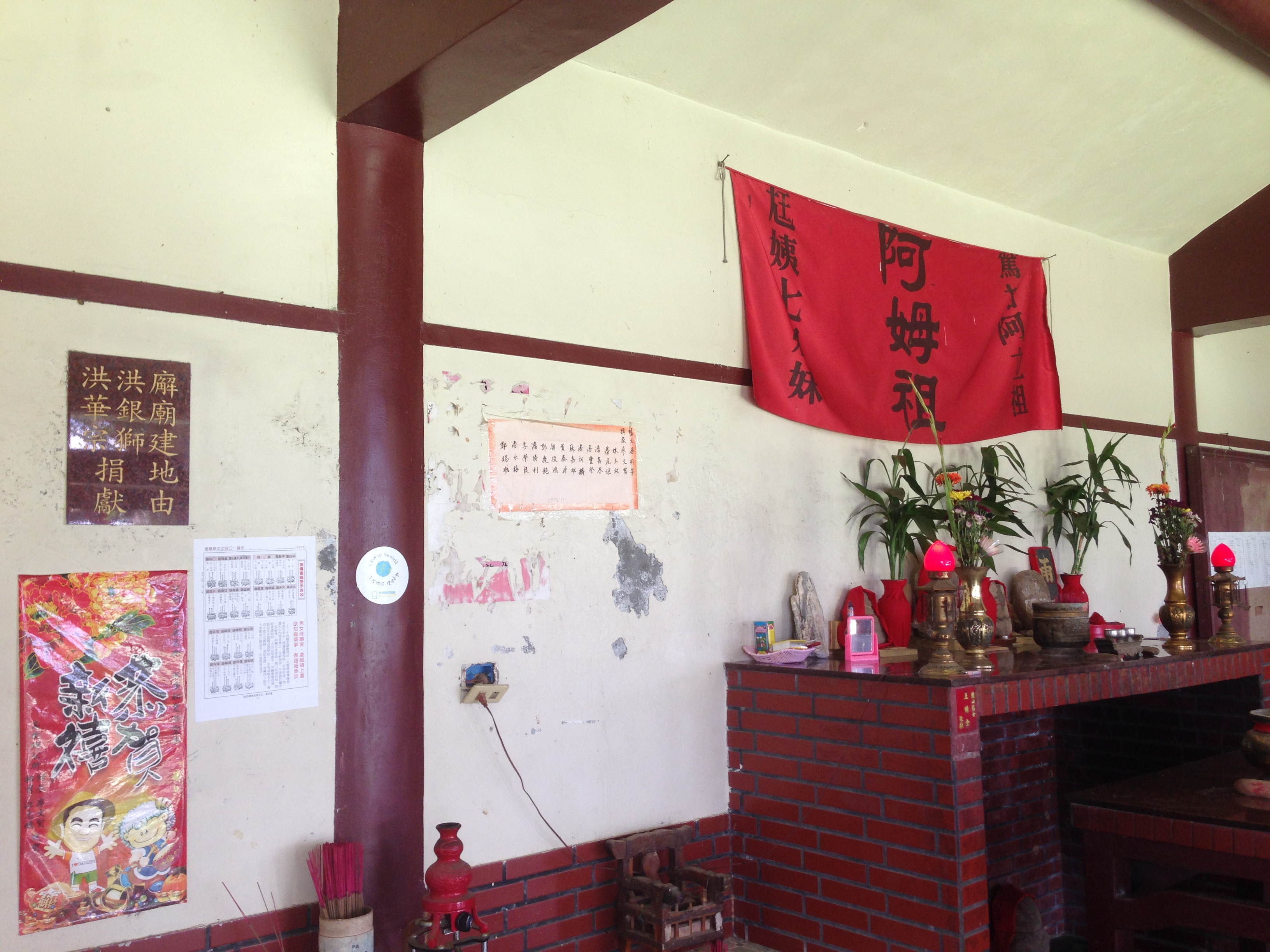
廨內名牌紀錄洪銀獅、洪華宗為捐地者，以及桌角上有「旗山居士王明全敬獻」的塑膠牌。

夜祭從1996年恢復舉辦。屏東縣政府文化處於2012年4月26月以屏府文推字第1010114752號公告「加蚋埔平埔夜祭」為民俗及有關文物，列入屏東縣文化資產。
此廟主委田英明於2015年說，夜祭已恢復辦理二十多年。泰山國小保存夜祭文化不遺餘力，學生每年都把夜祭視為最重要的文化體驗。女生利用課餘學跳戲，男生則參加走鏢，祭典前從學校路跑到公廨，約近3公里。
2015年1月6日，屏東縣長潘孟安參加此廟平安宴活動強調，此夜祭從復舉辦已成為平埔原住民族文化傳承重要慶典，展現平埔原住民族慎終追遠的崇敬，也成為平埔原住民族溯源基地。

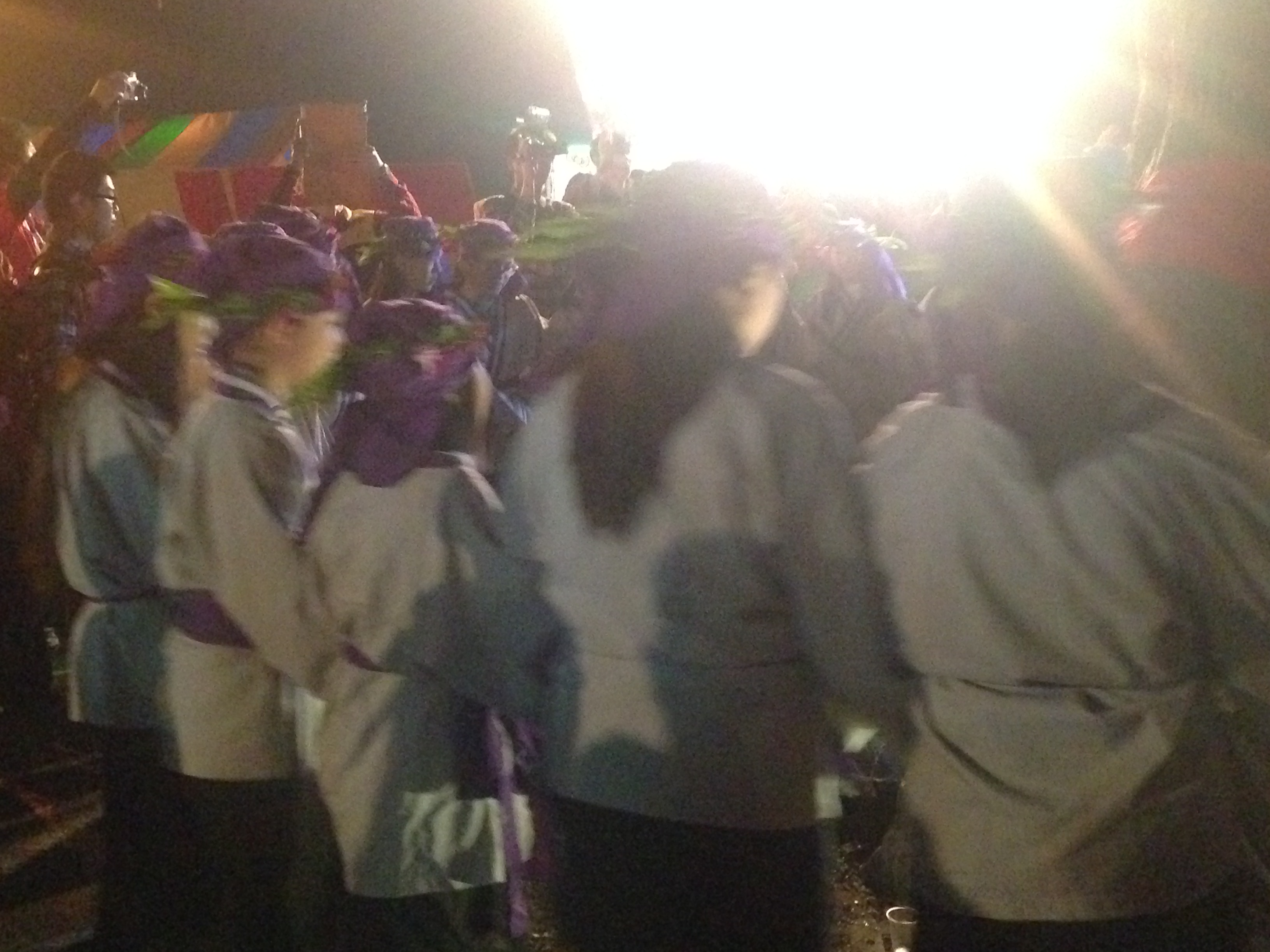
夜祭
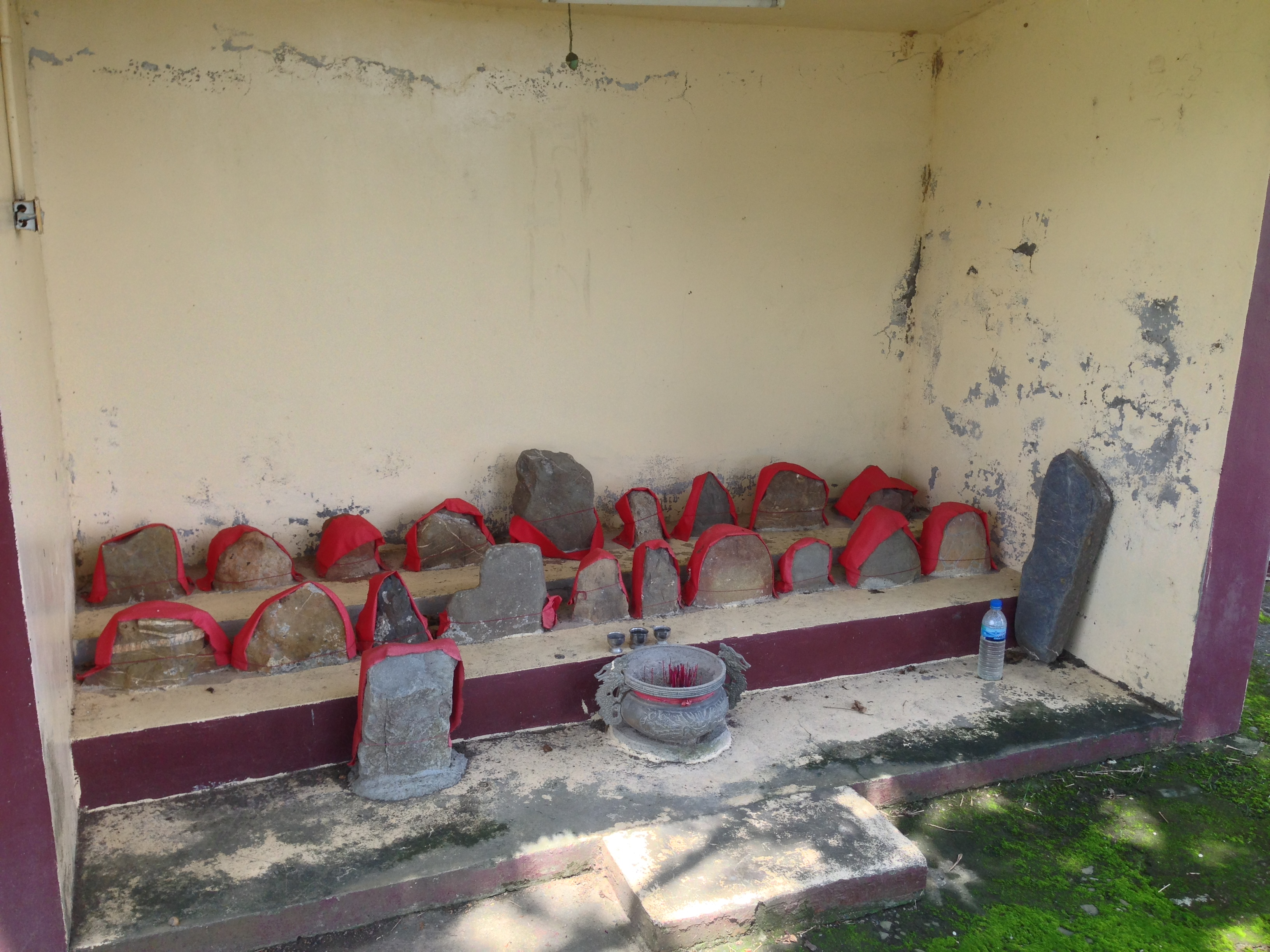
祖靈石
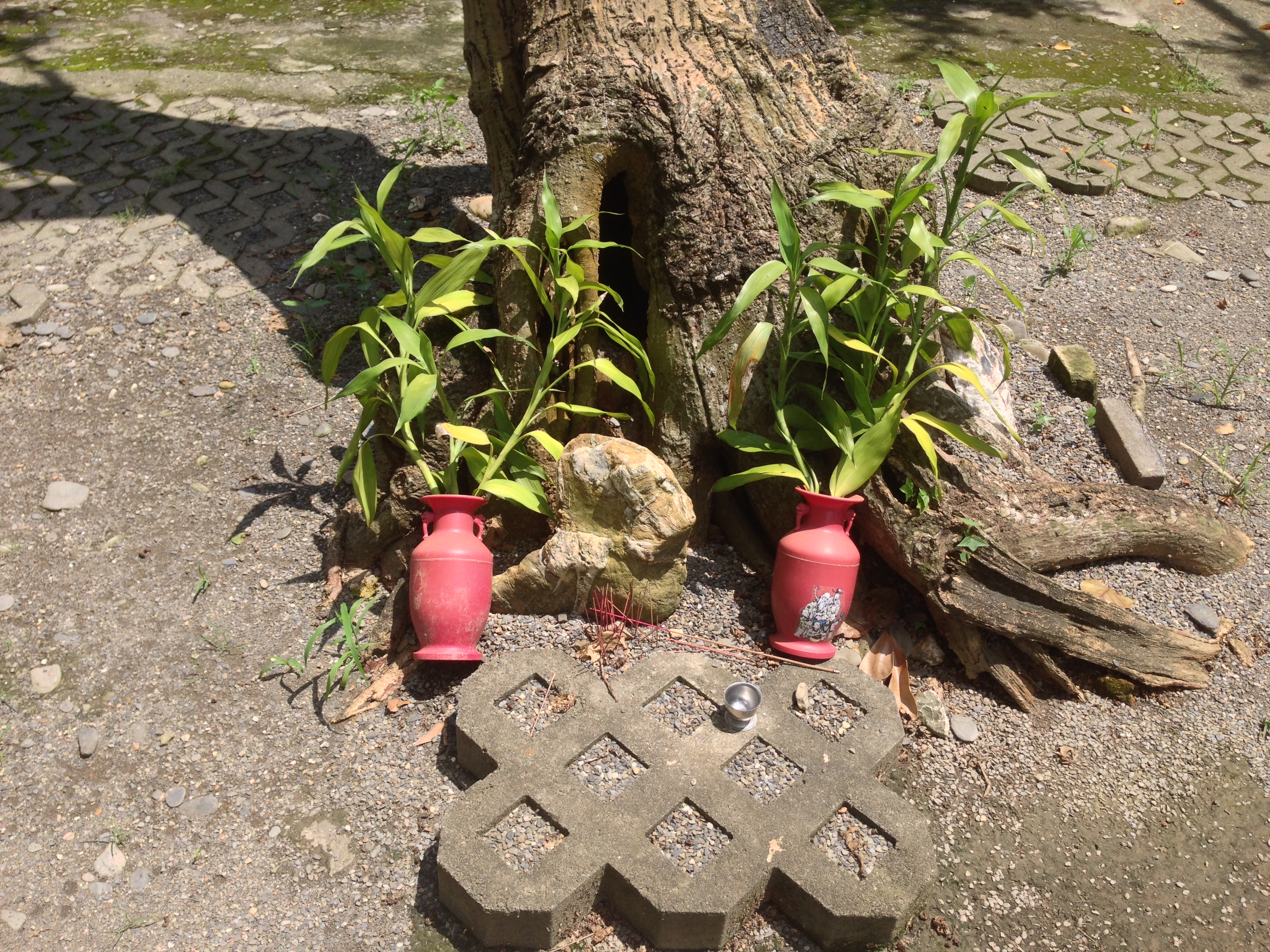
祖靈石
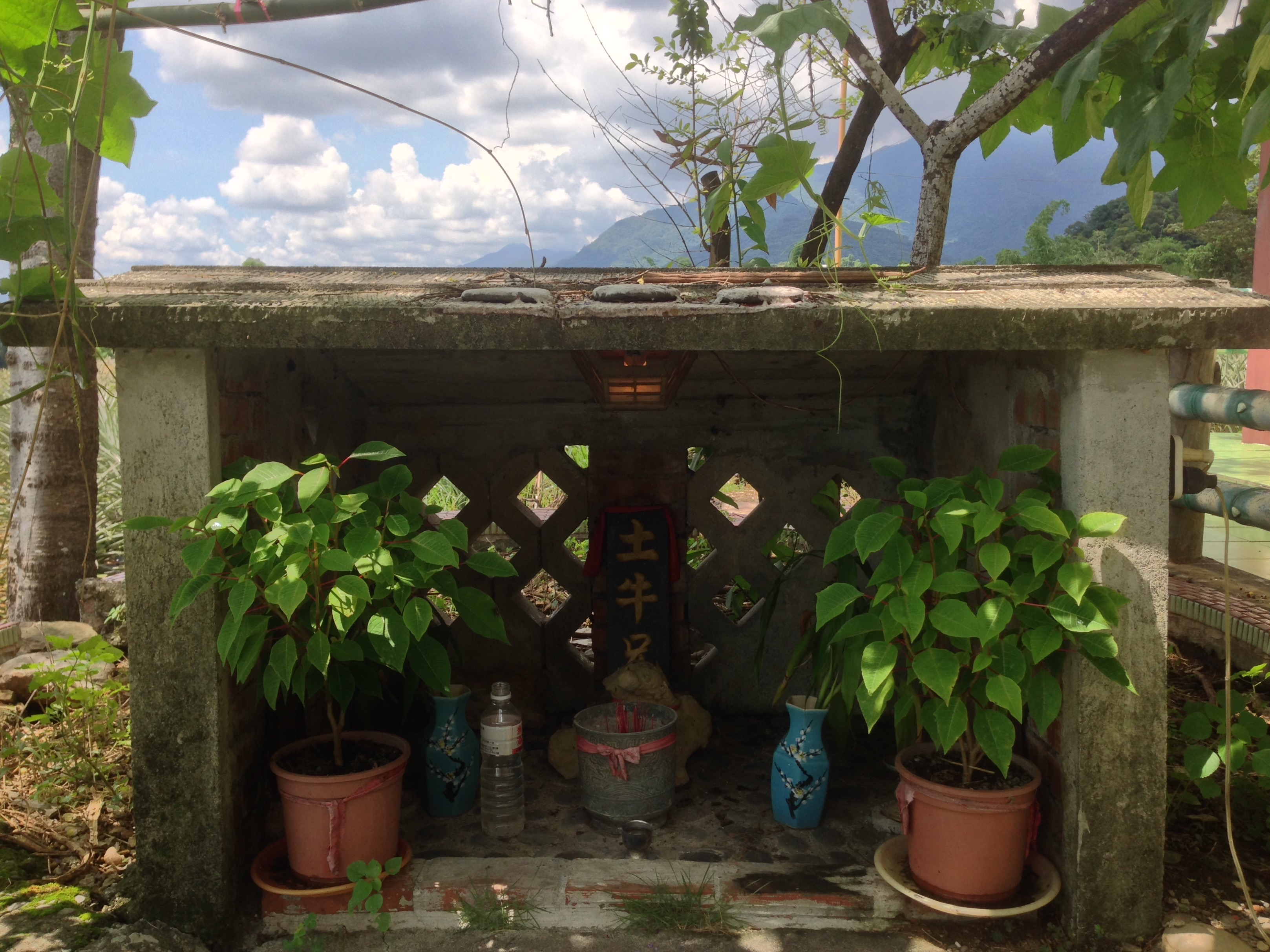
土牛兄

### 祈雨祭
當久臨乾旱時，負責祈雨的「阿姆」會召集族人，由一位族人在頭上戴著以鷹羽編成扇子形狀，兩邊綴有鈴鐺、中間以椰子殼製成臉譜狀的雨王，前往口社溪祈雨，此時負責服侍雨王的「頭人」領唱祈雨的祭歌，族人在旁附和。 
戰後初期，祈雨儀式不復見，社人將尊稱為「溪頭公」的祈雨石搬到此公廨右側建一小壇供奉。
2015年，屏東縣文化處推動的馬卡道文化復振系列活動，繼協助內埔老埤村恢復中斷半世紀的走鏢夜祭後，重現十多年未辦的祈雨祭，並擴大夜祭。
馬卡道族人先在公廨集合，帶著雨王至鄰近的口社溪上游，先設祈雨祭壇，上面有雨王、老祖矸與各式祭品，祭司先主持開光儀式，族人則圍唱祈雨祭歌、在水源地跳戲。儀式中並放生一對雞與一對青蛙，公雞與南島民族的祀鳥崇拜有關，至於青蛙的蛙鳴能代表聚集濕氣，感應大自然降雨。還用鷹鷺等百種鳥類羽毛編成扇子狀，兩邊綴有鈴鐺，中間有眼、鼻、嘴等造型，向雨神傳達願望。
祈雨地點大都在口社溪上游舉行，其中曾有一次移往三地門沙漠村海神宮舉行，甚至也有遠至旗山姜仔寮祈雨的傳說。

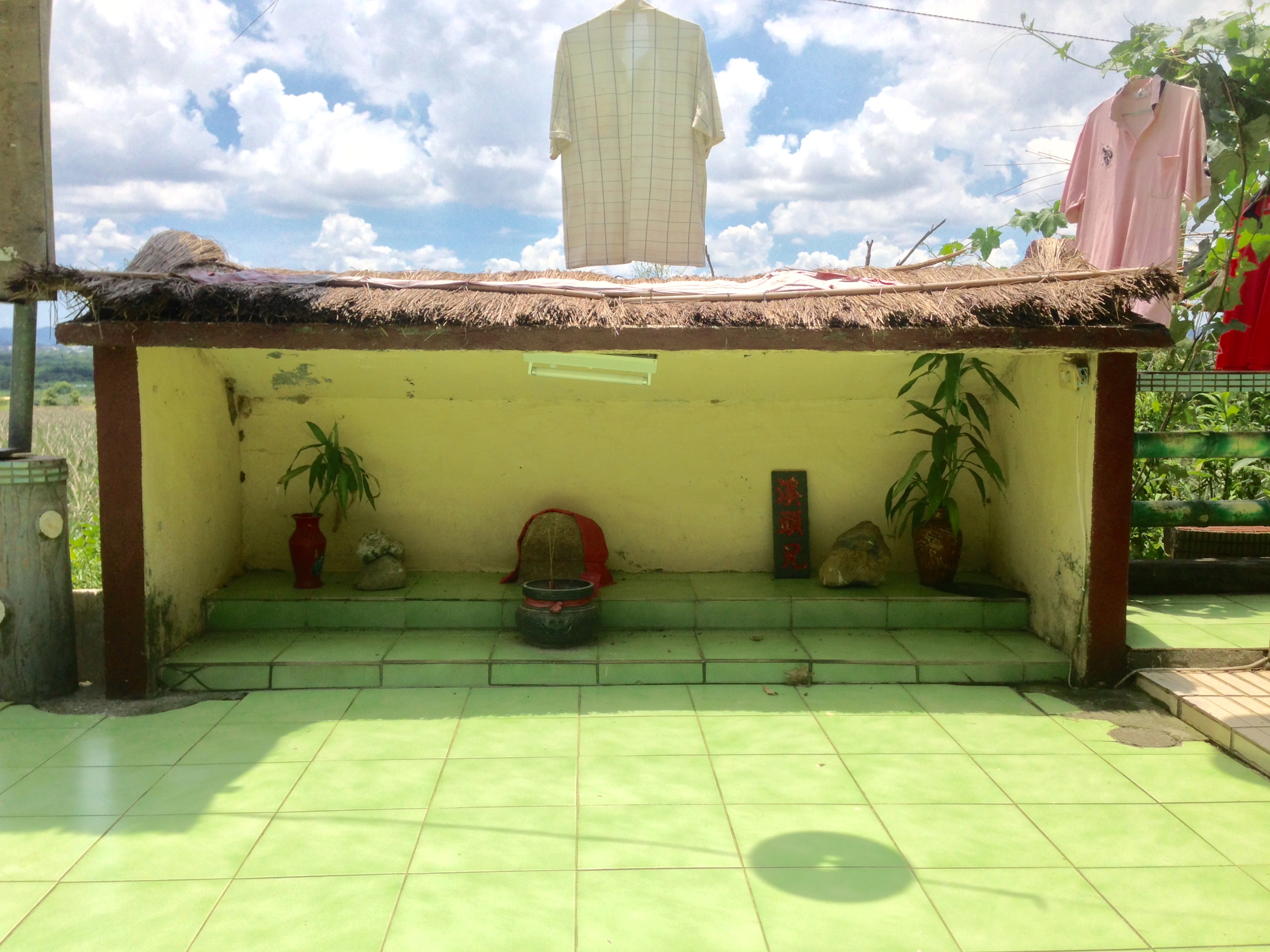
祈雨石
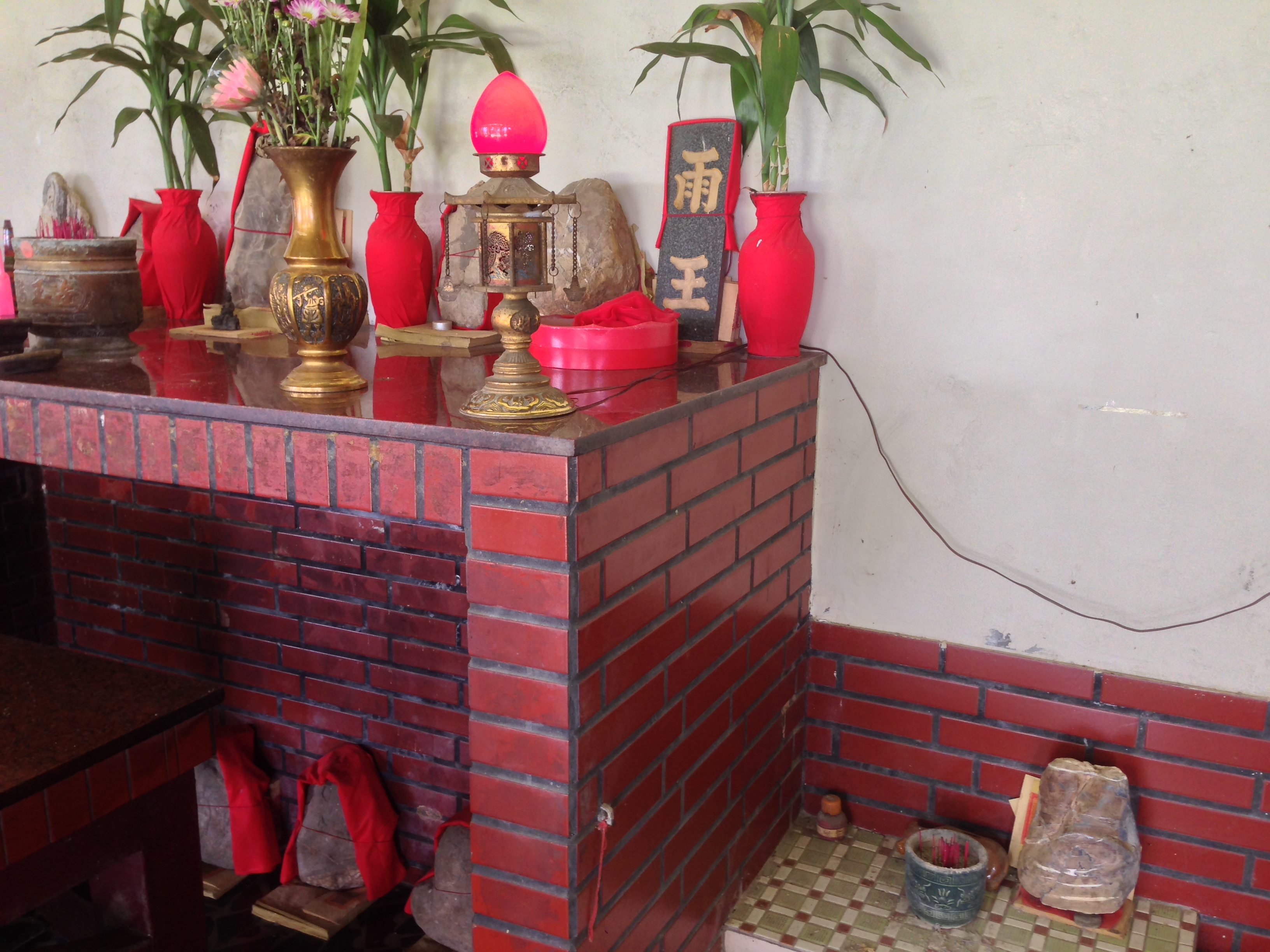
雨王
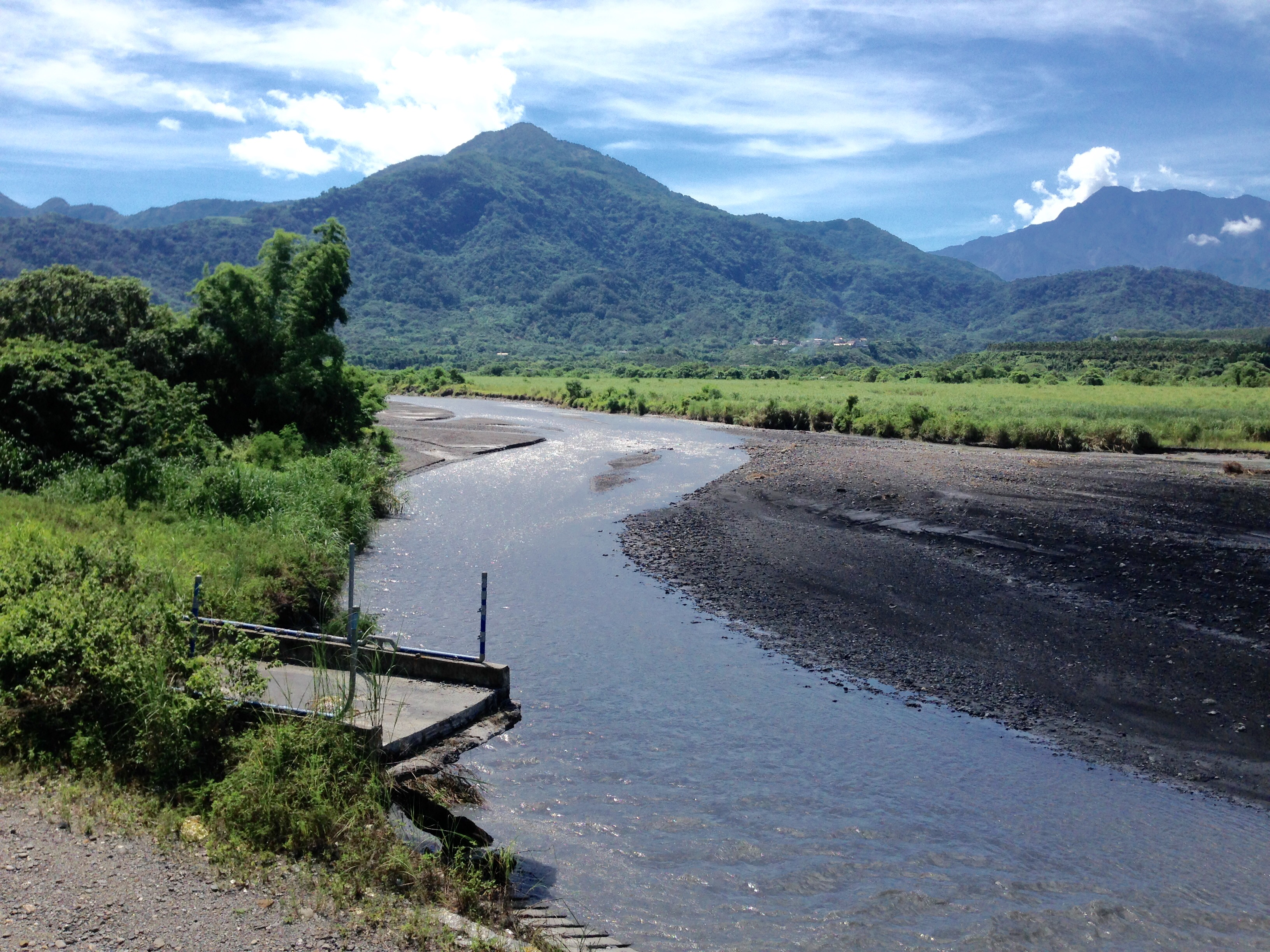
口社溪